# Ковшовське Лісництво (селище)
Ковшовське Лісництво (рос. Ковшовское Лесничество) — селище в Брянському районі Брянської області Російської Федерації.
Населення становить 421 особу. Входить до складу муніципального утворення Свенське сільське поселення.

## Історія
Від 2005 року входить до складу муніципального утворення Свенське сільське поселення.

## Населення
| 2010 | 2013 |
| ---- | ---- |
| 422  | ↘421 |